# Munitionsanstalt
Als Munitionsanstalt wurden im Deutschen Reich (1871–1945) heeres- bzw. wehrmachtseigene Einrichtungen bezeichnet, die hauptsächlich zur Laborierung und Lagerung von Munition dienten.
Munitionsanstalten gab es bereits zur Zeit des Kaiserreiches sowie in Österreich-Ungarn. Die Mehrzahl der deutschen Munitionsanstalten wurde jedoch erst während der nationalsozialistischen Diktatur (1933–1945) im Rahmen der Aufrüstung der Wehrmacht erbaut.
Irrtümlich als Munitionsanstalten bezeichnet werden in der Öffentlichkeit häufig auch die ebenfalls zur Zeit des Nationalsozialismus im Auftrag der Wehrmacht nach dem Montan-Schema errichteten Sprengstofffabriken, wie beispielsweise in Hessisch Lichtenau, Ueckermünde oder die Sprengstofffabrik Fasan in Bobingen.
Die auch heute noch umgangssprachlich für Munitionsanstalten verwendete Kurzbezeichnung lautete Muna.

## Organisation und Bezeichnungen
Die Munitionsanstalten des kaiserzeitlichen Deutschen Heeres waren in Munitionsanfertigungsstellen und Munitionsdepots untergliedert und Bestandteile von Artilleriedepots. Innerhalb der deutschen Wehrmacht zur Zeit des Nationalsozialismus verfügte jede der drei Teilstreitkräfte (Heer, Kriegsmarine, Luftwaffe) aufgrund der spezifischen Munition über eigene Munitionsanstalten.
Munitionsanstalten des Heeres führten die Bezeichnung Heeres-Munitionsanstalt und Heeres-Nebenmunitionsanstalt. Die Munitionsanstalten der Luftwaffe wurden Luftwaffenhauptmunitionsanstalt und Luftwaffenmunitionsanstalt genannt. Für die Munitionsanstalten der Kriegsmarine waren bis 1943 die Bezeichnungen Marine-Artilleriezeugamt und Marine-Sperrzeugamt, später dann Marine-Artilleriearsenal und Sperrwaffenarsenal gebräuchlich.
Die Heeres-Munitionsanstalten waren den Wehrkreiskommandos in den Wehrkreisen unterstellt. Luftwaffen-Munitionsanstalten unterstanden den Luftzeuggruppen der Luftgaue, Marine-Munitionsanstalten den Marineinspektionen der Marinestationen.
Insgesamt existierten zwischen 1933 und 1945 im Deutschen Reich und den angrenzenden, während des Zweiten Weltkrieges besetzten Gebieten rund 370 Munitionsanstalten. Sie waren vor allem aus Sicherheitsgründen und mit Rücksicht auf mögliche feindliche Luftangriffe zumeist in ländlichen Regionen und hier insbesondere in Waldgebieten errichtet worden.

## Aufgaben und Infrastruktur
In den Munitionsanstalten wurde hauptsächlich aus scharfen und unscharfen Munitionsteilen gebrauchsfähige Munition erstellt, und die aus dem Kampfgebiet zurückgeführten beschossenen Munitionsteile wurden instand gesetzt oder delaboriert. Fertiggestellte Munition wurde gelagert und gewartet und nach Anweisung verladen und versandt. Einzelne Munitionsanstalten verfügten auch über eigene Füllstellen für Spreng- oder Kampfstoffe und Lagermöglichkeiten für Kampfstoffmunition.
Heeres-Munitionsanstalten dienten sowohl der Laborierung als auch der Lagerung von Infanterie- und Artilleriemunition des Heeres, während Heeres-Nebenmunitionsanstalten in der Regel nur für die Lagerung dieser Munitionsarten verwendet wurden. In Luftmunitionsanstalten wurde die Laborierung und Lagerung von Abwurf-, Bordwaffen-, Infanterie-, Leucht- und Signalmunition der Luftwaffe sowie die Bereitstellung von Flakmunition durchgeführt, während in Lufthauptmunitionsanstalten ausschließlich Flakmunition erstellt wurde.

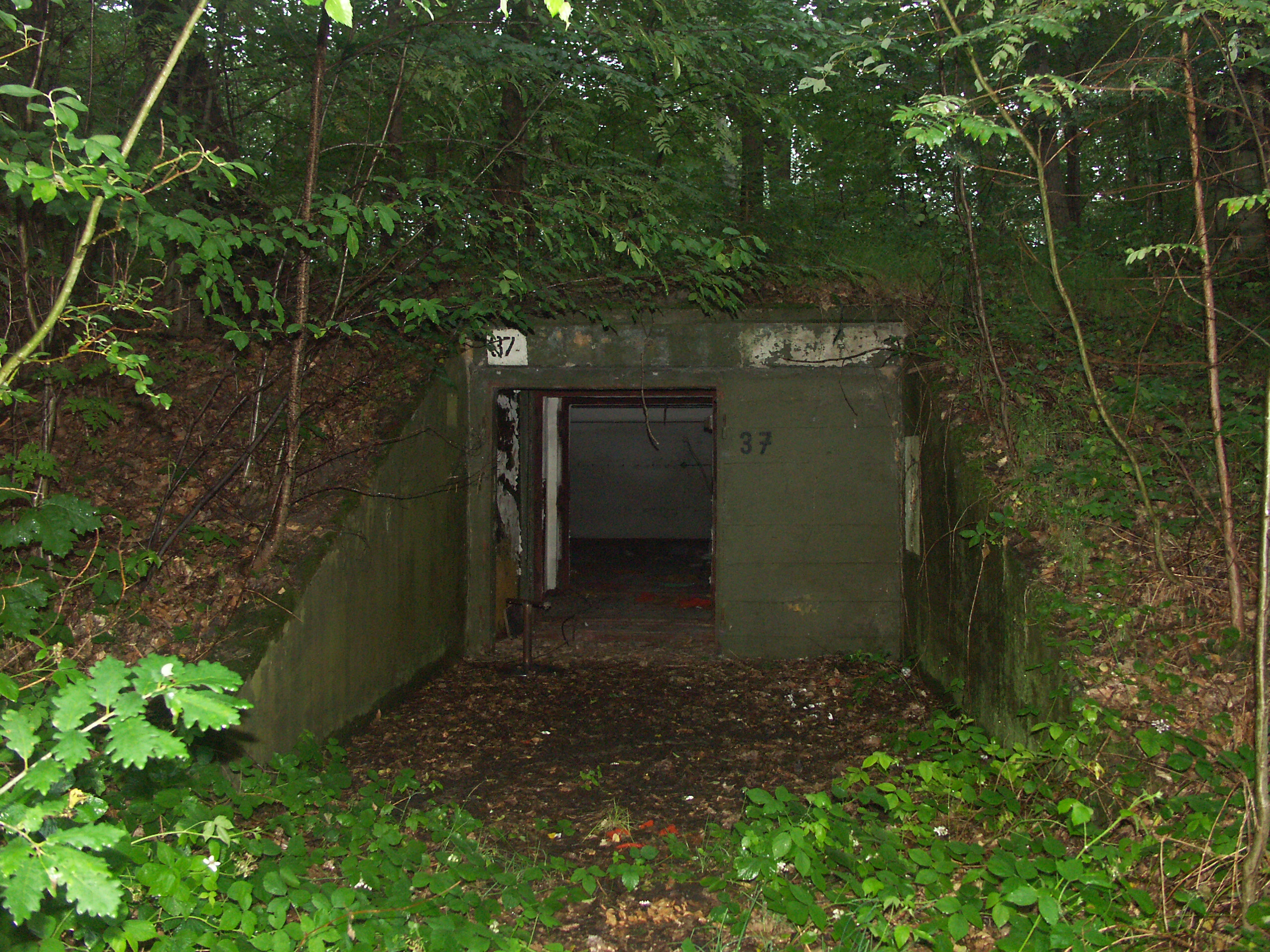
Oberirdischer Bunker der früheren Luftmunitionsanstalt Hohenleipisch mit Erdaufschüttung und Baumbestand als Tarnung.

Für die anfallenden Arbeiten verfügte eine Munitionsanstalt u. a. über Munitionsarbeitshäuser zur Laborierung und Delaborierung der Munition. Packmittelschuppen dienten zur Aufbewahrung von leeren Munitionskisten. Munition und Munitionsteile wurden in Munitionshäusern gelagert, die oft als oberirdische Bunker mit Erdaufschüttung ausgeführt waren. Diese Aufschüttung wurde zur Tarnung gegen Fliegersicht wieder mit Bäumen bepflanzt. Bei einer Reihe von Heeres-Munitionsanstalten befand sich das Munitionslager unter Tage in Schächten stillgelegter Kalibergwerke. Zu einer Munitionsanstalt gehörten weiterhin auch eigene Werkstätten-, Versorgungs- und Transporteinrichtungen (Anschlussgleise, eigenes Straßen- und Wegenetz).
Munitionsanstalten gliederten sich stets in mehrere, aus Sicherheitsgründen räumlich (zumeist durch Waldstreifen) getrennte Funktionsbereiche. Dies waren das Wohn-, das Verwaltungs- und das Fertigungsgebiet (Arbeitsbereich) sowie das Munitionslager. Letzteres machte flächenmäßig den größten Teil einer Munitionsanstalt aus. Das Wohn- und Verwaltungsgebiet befand sich aus Sicherheitsgründen immer in einigem Abstand von den Munitionslager- und Arbeitsbereichen und umfasste eigene Arbeitersiedlungen mit einer Standortverwaltung. Während des Zweiten Weltkrieges mussten in allen Munitionsanstalten der deutschen Wehrmacht auch viele Dienstverpflichtete und Zwangsarbeiter sowie teilweise KZ-Häftlinge arbeiten, für die eigene Arbeiterlager angelegt wurden.

## Nutzung nach 1945
Gegen Ende des Zweiten Weltkrieges wurden von deutscher Seite vor dem Herannahen alliierter Truppen bei vielen Munitionsanstalten Zerstörungsversuche vorgenommen. Die Alliierten nahmen nach der Besetzung der Munitionsanstalten in der Regel weitere mehr oder weniger systematische Sprengungen vor.
Auf dem Gebiet der westlichen Besatzungszonen wurden die stark beschädigten Munitionsanstalten oftmals schon kurze Zeit nach Kriegsende als Wohnraum für Flüchtlinge und Vertriebene genutzt. Dabei wurden nicht nur die vorhandenen Häuser in den Siedlungen der Munitionsanstalten einbezogen, sondern nicht selten auch die Bunker (sofern nicht durch Sprengung zerstört). Mit einfachen Mitteln wurden mühsam Fenster und Türen in die Bunker gebrochen und die Tarnung entfernt. Diese Wohnstätten wurden vielfach als Wohnsärge bezeichnet.
Ehemalige Munitionsanstalten waren wegen des vorhandenen Straßennetzes, der Gleisanlagen und der großzügig dimensionierten Wasser- und Stromversorgung als Ansiedlungskerne geeignet, die häufig zur Schaffung von Kleinindustrie und Handwerk genutzt wurden. Auf diese Weise entstanden teilweise völlig neue Städte und Gemeinden, wie etwa Espelkamp in Nordrhein-Westfalen, Traunreut in Bayern und Trappenkamp in Schleswig-Holstein.
Mit dem Beginn des Kalten Krieges wurden viele Munitionsanstalten in beiden Teilen Deutschlands auch wieder militärisch als Munitionsdepot, Kaserne oder Truppenübungsplatz genutzt. Nach teilweise jahrzehntelanger militärischer Nutzung besteht bei vielen ehemaligen Munitionsanstalten das Problem der Bodensanierung. Mancherorts wurden bei der Konversion auch Kampfmittel (Blindgänger) entdeckt und beseitigt.

## Einzelne Munitionsanstalten
In den nachfolgenden Listen sind ausschließlich diejenigen Munitionsanstalten aufgeführt, über die ein eigener Wikipedia-Artikel existiert oder die in einem Abschnitt eines anderen Artikels beschrieben werden. Sie sind alphabetisch nach dem Ortsnamen aufgelistet.

## Heer
Einzelne Heeresmunitionsanstalten gegliedert nach Wehrkreisen.

### Wehrkreis I Königsberg
- Munitionsanstalten:
  - Heeresmunitionsanstalt Königsberg in Preußen
  - Heeresmunitionsanstalt Stablack
  - Heeresmunitionsanstalt Powayen
  - Heeresmunitionsanstalt Mielau
  - Heeresmunitionsanstalt Ludwigsort

- Nebenmunitionsanstalten:
  - Heeresnebenmunitionsanstalt Königsberg-Ponrath
  - Heeresnebenmunitionsanstalt Insterburg
  - Heeresnebenmunitionsanstalt Allenstein
  - Heeresnebenmunitionsanstalt Arys
  - Heeresnebenmunitionsanstalt Lötzen
  - Heeresnebenmunitionsanstalt Bartenstein
  - Heeresnebenmunitionsanstalt Gumbinnen

### Wehrkreis II Stettin
- Munitionsanstalten:
  - Heeresmunitionsanstalt Schwerin
  - Heeresmunitionsanstalt Slate
  - Heeres-Munitionsanstalt Güstrow
  - Heeresmunitionsanstalt Demmin
  - Heeresmunitionsanstalt Locknitz
  - Heeresmunitionsanstalt Neuwedell
  - Heeresmunitionsanstalt Gülzow

- Nebenmunitionsanstalten:
  - Heeresnebenmunitionsanstalt Köslin
  - Heeresnebenmunitionsanstalt Belgard
  - Heeresnebenmunitionsanstalt Stettin
  - Heeresnebenmunitionsanstalt Groß-Born
  - Heeresnebenmunitionsanstalt Hammerstein

### Wehrkreis III Berlin
- Munitionsanstalten:
  - Heeresmunitionsanstalt Jüterbog
  - Heeresmunitionsanstalt Neuruppin
  - Heeresmunitionsanstalt Pinnow
  - Heeresmunitionsanstalt Sonnenberg
  - Heeresmunitionsanstalt Töpchin
  - Heeresmunitionsanstalt Krugau

- Nebenmunitionsanstalten:
  - Heeresnebenmunitionsanstalt Frankfurt an der Oder
  - Heeresnebenmunitionsanstalt Küstrin
  - Heeresnebenmunitionsanstalt Tegel
  - Heeresnebenmunitionsanstalt Potsdam
  - Heeresnebenmunitionsanstalt Brandenburg
  - Heeresnebenmunitionsanstalt Döberitz
  - Heeresnebenmunitionsanstalt Hochwalde

### Wehrkreis IV Dresden
- Munitionsanstalten:
  - Heeresmunitionsanstalt Torgau
  - Heeres-Munitionsanstalt Zeithain
  - Heeresmunitionsanstalt Altenhain
  - Heeresmunitionsanstalt Königswartha

- Nebenmunitionsanstalten:
  - Heeresnebenmunitionsanstalt Naumburg
  - Heeresnebenmunitionsanstalt Leipzig
  - Heeresnebenmunitionsanstalt Chemnitz
  - Heeresnebenmunitionsanstalt Dresden
  - Heeresnebenmunitionsanstalt Königsbrück
  - Heeresnebenmunitionsanstalt Riesa

### Wehrkreis V Stuttgart
- Munitionsanstalten:
  - Heeres-Munitionsanstalt Straß
  - Heeres-Munitionsanstalt Urlau

- Nebenmunitionsanstalten:
  - Heeresnebenmunitionsanstalt Ulm
  - Heeresnebenmunitionsanstalt Tübingen
  - Heeresnebenmunitionsanstalt Ludwigsburg
  - Heeresnebenmunitionsanstalt Heilbronn
  - Heeresnebenmunitionsanstalt Ravensburg
  - Heeresnebenmunitionsanstalt Steinen
  - Heeresnebenmunitionsanstalt Kupfer[4]
  - Heeresnebenmunitionsanstalt Donaueschingen
  - Heeresnebenmunitionsanstalt Aalen
  - Heeresnebenmunitionsanstalt Heuberg
  - Heeresnebenmunitionsanstalt Münsingen
  - Heeresnebenmunitionsanstalt Karlsruhe
  - Heeresnebenmunitionsanstalt Pforzheim
  - Heeresnebenmunitionsanstalt Freiburg im Breisgau

### Wehrkreis VI Münster
- Munitionsanstalten:
  - Heeres-Munitionsanstalt Senne
  - Heeres-Munitionsanstalt Wulfen
  - Heeres-Munitionsanstalt Lübbecke

- Nebenmunitionsanstalten:
  - Heeresnebenmunitionsanstalt Münster
  - Heeresnebenmunitionsanstalt Köln-Wahn
  - Heeresnebenmunitionsanstalt Dortmund
  - Heeresnebenmunitionsanstalt Mülheim an der Ruhr
  - Heeresnebenmunitionsanstalt Bonn
  - Heeresnebenmunitionsanstalt Bielefeld
  - Heeresnebenmunitionsanstalt Aachen
  - Heeresnebenmunitionsanstalt Düsseldorf

### Wehrkreis VII München
- Munitionsanstalten:
  - Heeres-Munitionsanstalt Ingolstadt
  - Heeresmunitionsanstalt Hohenbrunn
  - Heeres-Munitionsanstalt Sankt Georgen

- Nebenmunitionsanstalten:
  - Heeresnebenmunitionsanstalt Augsburg
  - Heeresnebenmunitionsanstalt Landshut
  - Heeresnebenmunitionsanstalt Rosenheim
  - Heeresnebenmunitionsanstalt Kempten
  - Heeresnebenmunitionsanstalt München

### Wehrkreis VIII Breslau
- Munitionsanstalten:
  - Heeresmunitionsanstalt Priebus
  - Heeresmunitionsanstalt Kotzenau
  - Heeresmunitionsanstalt Kochanowitz
  - Heeresmunitionsanstalt Niklasdorf
  - Heeresmunitionsanstalt Lobing
  - Heeresmunitionsanstalt Landeshut

- Nebenmunitionsanstalten:
  - Heeresnebenmunitionsanstalt Breslau
  - Heeresnebenmunitionsanstalt Oppeln
  - Heeresnebenmunitionsanstalt Liegnitz
  - Heeresnebenmunitionsanstalt Glogau
  - Heeresnebenmunitionsanstalt Schweidnitz
  - Heeresnebenmunitionsanstalt Sprottau
  - Heeresnebenmunitionsanstalt Neuhammer
  - Heeresnebenmunitionsanstalt Lamsdorf
  - Heeresnebenmunitionsanstalt Hrabin

### Wehrkreis IX Kassel
- Munitionsanstalten:
  - Heeresmunitionsanstalt Kassel
  - Heeres-Munitionsanstalt Wildflecken
  - Heeres-Munitionsanstalt Berka
  - Heeresmunitionsanstalt Bernterode
  - Heeresmunitionsanstalt Herfa
  - Heeres-Munitionsanstalt Obergebra
  - Heeresmunitionsanstalt Wolkramshausen
  - Heeresmunitionsanstalt Ahrbergen
  - Heeresmunitionsanstalt Aschersleben
  - Heeres-Munitionsanstalt Dingelstedt
  - Heeresmunitionsanstalt Codenau
  - Heeres-Munitionsanstalt Grasleben
  - Heeres-Munitionsanstalt Hänigsen
  - Heeres-Munitionsanstalt Volpriehausen
  - Heeresmunitionsanstalt Sehnde
  - Heeres-Munitionsanstalt Diekholzen
  - Heeresmunitionsanstalt Sondershausen

- Nebenmunitionsanstalten:
  - Heeresnebenmunitionsanstalt Erfurt
  - Heeresnebenmunitionsanstalt Kassel
  - Heeresnebenmunitionsanstalt Hanau
  - Heeresnebenmunitionsanstalt Wilhelmsdorf
  - Heeresnebenmunitionsanstalt Fulda
  - Heeresnebenmunitionsanstalt Jena
  - Heeresnebenmunitionsanstalt Ohrdruf
  - Heeresnebenmunitionsanstalt Lützel
  - Heeres-Nebenmunitionsanstalt Kleinbodungen
  - Heeres-Nebenmunitionsanstalt Neuhof
  - Heeresnebenmunitionsanstalt Lehrte
  - Heeresnebenmunitionsanstalt Straßfurt

### Wehrkreis X Hamburg
- Munitionsanstalten:
  - Heeres-Munitionsanstalt Lockstedter Lager
  - Heeresmunitionsanstalt Munster Lager
  - Heeres-Munitionsanstalt Mölln
  - Heeresmunitionsanstalt Rehden
  - Heeres-Munitionsanstalt Zeven

- Nebenmunitionsanstalten:
  - Heeresnebenmunitionsanstalt Hamburg
  - Heeresnebenmunitionsanstalt Rendsburg
  - Heeresnebenmunitionsanstalt Delmenhorst
  - Heeresnebenmunitionsanstalt Schneverdingen

### Wehrkreis XI Hannover
- Munitionsanstalten:
  - Heeres-Munitionsanstalt Celle
  - Heeres-Munitionsanstalt Lehre
  - Heeresmunitionsanstalt Altengrabow
  - Heeres-Munitionsanstalt Dessau
  - Heeresmunitionsanstalt Walsrode-Düshorn/Beetenbrück
  - Heeresmunitionsanstalt Bodenteich

- Nebenmunitionsanstalten:
  - Heeresnebenmunitionsanstalt Magdeburg
  - Heeres-Nebenmunitionsanstalt Hannover
  - Heeresnebenmunitionsanstalt Stendal
  - Heeresnebenmunitionsanstalt Hildesheim
  - Heeresnebenmunitionsanstalt Bergen
  - Heeresnebenmunitionsanstalt Halberstadt
  - Heeresnebenmunitionsanstalt Northeim

### Wehrkreis XII Wiesbaden
- Munitionsanstalten:
  - Heeresmunitionsanstalt Darmstadt
  - Heeresmunitionsanstalt Siegelsbach
  - Heeresmunitionsanstalt Neckarzimmern

- Nebenmunitionsanstalten:
  - Heeresnebenmunitionsanstalt Bitburg
  - Heeresnebenmunitionsanstalt Daun
  - Heeresnebenmunitionsanstalt Wittlich
  - Heeresnebenmunitionsanstalt Kaiserslautern
  - Heeresnebenmunitionsanstalt Eisenberg
  - Heeresnebenmunitionsanstalt Sankt Wendel
  - Heeresnebenmunitionsanstalt Koblenz
  - Heeresnebenmunitionsanstalt Wiesbaden-Frauenstein
  - Heeresnebenmunitionsanstalt Mainz-Gonsenheim
  - Heeresnebenmunitionsanstalt Stromberg
  - Heeresnebenmunitionsanstalt Baumholder
  - Heeresnebenmunitionsanstalt Landau

### Wehrkreis XIII Nürnberg
- Munitionsanstalten:
  - Heeresmunitionsanstalt Feucht
  - Heeresmunitionsanstalt Bamberg

- Nebenmunitionsanstalten:
  - Heeresnebenmunitionsanstalt Amberg
  - Heeresnebenmunitionsanstalt Regensburg
  - Heeresnebenmunitionsanstalt Eger
  - Heeresnebenmunitionsanstalt Ansbach
  - Heeresnebenmunitionsanstalt Grafenwöhr
  - Heeresnebenmunitionsanstalt Bayreuth

### Wehrkreis XVII Wien
- Munitionsanstalten:
  - Heeresmunitionsanstalt Groß-Mittel
  - Heeresmunitionsanstalt Lundenburg-Unterthemenau

- Nebenmunitionsanstalten:
  - Heeresnebenmunitionsanstalt Linz
  - Heeresnebenmunitionsanstalt Wien
  - Heeresnebenmunitionsanstalt Herzogenburg
  - Heeresnebenmunitionsanstalt Döllersheim

### Wehrkreis XVIII Salzburg
- Nebenmunitionsanstalten:
  - Heeresnebenmunitionsanstalt Hall
  - Heeresnebenmunitionsanstalt Graz
  - Heeresnebenmunitionsanstalt Salzburg

### Wehrkreis XX Danzig
- Munitionsanstalten:
  - Heeresmunitionsanstalt Graudenz
  - Heeresmunitionsanstalt Thorn
  - Heeresmunitionsanstalt Guttowitz
  - Heeresmunitionsanstalt Strasburg an der Drewenz

- Nebenmunitionsanstalten:
  - Heeresnebenmunitionsanstalt Elbing
  - Heeresnebenmunitionsanstalt Marienburg
  - Heeresnebenmunitionsanstalt Bromberg

### Wehrkreis XXI Posen
- Munitionsanstalten:
  - Heeresmunitionsanstalt Posen
  - Heeresmunitionsanstalt Kalisch
  - Heeresmunitionsanstalt Hohensalza
  - Heeresmunitionsanstalt Lissa
  - Heeresmunitionsanstalt Gallowek bei Litzmannstadt

- Nebenmunitionsanstalten:
  - Heeresnebenmunitionsanstalt Litzmannstadt

## Luftwaffe
Einzelne Luftwaffenmunitionsanstalten gegliedert nach Luftzeuggruppen. Diese Luftzeuggruppen orientierten sich geographisch an der Einteilung der Luftgaue.

### Luftzeuggruppe 1 Königsberg
- Hauptmunitionsanstalten:
  - Luftwaffen-Haupt-Munitionsanstalt 1/I Groß Blumenau in Ostpreußen

- Munitionsanstalten:
  - Luftwaffen-Munitionsanstalt 1/II Bromberg
  - Luftwaffen-Munitionsanstalt 2/I Domnau
  - Luftwaffen-Munitionsanstalt 3/I Torpedowaffenplatz Gotenhafen-Hexengrund
  - Luftwaffen-Munitionsanstalt 1/I Schugsten

### Luftzeuggruppe 3 Berlin
- Hauptmunitionsanstalten:
  - Luftwaffen-Haupt-Munitionsanstalt Dannenwalde
  - Luftwaffen-Haupt-Munitionsanstalt 3/III Madüsee
  - Luftwaffen-Haupt-Munitionsanstalt 2/IV Mockrehna
  - Luftwaffen-Haupt-Munitionsanstalt 1/VIII Nassadel
  - Luftwaffen-Haupt-Munitionsanstalt 2/III Speck
  - Luftwaffen-Haupt-Munitionsanstalt 1/IV Weißwasser

- Munitionsanstalten:
  - Luftwaffen-Munitionsanstalt 1/XI Altentreptow
  - Luftwaffen-Munitionsanstalt 6/VI Beendorf
  - Luftwaffen-Munitionsanstalt 4/III Buckau
  - Luftwaffen-Munitionsanstalt 1/IV Crawinkel
  - Luftwaffen-Munitionsanstalt 6/IV Dober
  - Luftwaffen-Munitionsanstalt 3/IV Hohenleipisch
  - Luftwaffen-Munitionsanstalt 2/III Königstädt
  - Luftwaffen-Munitionsanstalt 3/III Lamitsch
  - Luftwaffen-Munitionsanstalt 2/IV Lossa
  - Luftwaffen-Munitionsanstalt 5/IV Oberndorf
  - Luftwaffen-Munitionsanstalt 4/IV Rochau
  - Luftwaffen-Munitionsanstalt 4/VI Stapelburg
  - Luftwaffen-Munitionsanstalt 5/VI Tarthun
  - Luftwaffen-Munitionsanstalt 1/III Torgelow

### Luftzeuggruppe 6 Münster
- Hauptmunitionsanstalten:
  - Luftwaffen-Haupt-Munitionsanstalt 1/VI Bork in Westfalen
  - Luftwaffen-Haupt-Munitionsanstalt 1/XII Wolfhagen
  - Lufthauptmunitionsanstalt Dieburg in der Gemarkung der Gemeinde Münster (Hessen)

- Munitionsanstalten:
  - Luftwaffen-Munitionsanstalt 2/XII Frankenberg
  - Luftwaffen-Munitionsanstalt 1/VI Harth
  - Luftwaffen-Munitionsanstalt 2/VI Xanten

### Luftzeuggruppe 7 München
- Munitionsanstalten:
  - Luftwaffen-Munitionsanstalt 5/VII Haid
  - Luftwaffen-Munitionsanstalt 1/VII Kleinkötz
  - Luftwaffen-Munitionsanstalt 2/VII Schierling
  - Luftwaffen-Munitionsanstalt 3/VII Schwabstadl
  - Luftwaffen-Munitionsanstalt 4/VII Weichering

### Luftzeuggruppe 8 Breslau
- Munitionsanstalten:
  - Luftwaffen-Munitionsanstalt 2/VIII Krappitz
  - Luftwaffen-Munitionsanstalt 2/II Regny
  - Luftwaffen-Munitionsanstalt 3/VIII Striegau

### Luftzeuggruppe 11 Hannover
- Hauptmunitionsanstalten:
  - Luftwaffen-Haupt-Munitionsanstalt 1/III Strelitz
  - Luftwaffen-Haupt-Munitionsanstalt 1/XI Hambühren Kreis Celle
  - Luftwaffen-Haupt-Munitionsanstalt 2/XI Lübberstedt Kr. Wesermünde
  - Luftwaffen-Haupt-Munitionsanstalt 3/XI Nienburg
  - Luftwaffen-Haupt-Munitionsanstalt 4/XI Oerrel
  - Luftwaffen-Haupt-Munitionsanstalt 5/XI Hesedorf bei Bremervörde

- Munitionsanstalten:
  - Luftwaffen-Munitionsanstalt 3/VI Lenglern
  - Luftwaffen-Munitionsanstalt 2/XI Damme
  - Luftwaffen-Munitionsanstalt 3/XI Harpstedt
  - Luftwaffen-Munitionsanstalt 4/XI Höfer
  - Luftwaffen-Munitionsanstalt 5/XI Kropp
  - Luftwaffen-Munitionsanstalt 6/XI Boostedt
  - Luftwaffen-Munitionsanstalt 7/XI Pulverhof
  - Luftwaffen-Munitionsanstalt Karwitz

### Luftzeuggruppe 12 Wiesbaden
- Hauptmunitionsanstalten:
  - Luftwaffen-Haupt-Munitionsanstalt 2/XII Dieburg
  - Lufthauptmunitionsanstalt Langlau 2/XIII Langlau
  - Luftwaffen-Haupt-Munitionsanstalt 1/XIII Oberdachstetten

- Munitionsanstalten:
  - Luftwaffen-Munitionsanstalt 1/XIII Breitengüßbach
  - Luftwaffen-Munitionsanstalt 1/XII Hartmannshain
  - Luftwaffen-Munitionsanstalt 2/XIII Neuendettelsau
  - Luftwaffen-Munitionsanstalt 3/XIII Rottershausen

### Luftzeuggruppe 17 Wien
- Hauptmunitionsanstalten:
  - Luftwaffen-Haupt-Munitionsanstalt 1/XVII Lambach

- Munitionsanstalten:	
  - Luftwaffen-Munitionsanstalt 1/XVII Felixdorf
  - Luftwaffen-Munitionsanstalt Hölles
  - Luftwaffen-Munitionsanstalt 2/XVII Sobinau

### Luftzeuggruppe See Kiel
- Munitionsanstalten:
  - Luftwaffen-Munitionsanstalt 8/XI/See Diekhof

### Luftzeuggruppe Norwegen
- Munitionsanstalten:
  - Luftwaffen-Munitionsanstalt 5/III Hauersaeter

## Kriegsmarine
- Marine-Artilleriearsenal:
  - Marine-Artilleriearsenal Aurich-Tannenhausen
  - Marine-Artilleriearsenal Segeberg
  - Marine-Artilleriearsenal Mellenthiner Heide
- Marine-Sperrwaffenarsenal:
  - Marine-Sperrwaffenarsenal Trappenkamp
  - Marine-Sperrwaffenarsenal Cuxhaven-Groden[5]
  - Marine-Sperrwaffenarsenal Debstedt
  - Marine-Sperrwaffenarsenal Oxstedt
  - Marine-Sperrwaffenarsenal Schweinebrück
  - Marine-Sperrwaffenarsenal Heinschenwalde
  - Marinesperrzeugamt Starkshorn